# Кам'янська сільська рада (Сколівський район)
Кам'янська сільська рада — колишній орган місцевого самоврядування у Стрийському районі Львівської області. Адміністративний центр ради — село Кам'янка.

## Загальні відомості
Кам'янська сільська рада утворена в 1991 році. Територією ради протікає річка Тарасівка.

## Населені пункти
Сільській раді були підпорядковані населені пункти:
- с. Кам'янка

## Склад ради
Рада складалася з 12 депутатів та голови.

### Керівний склад попередніх скликань
| ПІБ                     | Основні відомості                                                             | Дата обрання | Дата звільнення |
| ----------------------- | ----------------------------------------------------------------------------- | ------------ | --------------- |
| Петрів Петро Михайлович | Сільський голова, 1955 року народження, освіта середня загальна, безпартійний | 26.03.2006   | 31.10.2010      |
| Петрів Петро Михайлович | Сільський голова, 1955 року народження, освіта середня загальна, безпартійний | 31.10.2010   |                 |

Примітка: таблиця складена за даними джерела

## Населення
За переписом населення України 2001 року в сільській раді мешкало 436 осіб.

### Мова
Розподіл населення за рідною мовою за даними перепису 2001 року:
| Мова       | Відсоток |
| ---------- | -------- |
| українська | 99,78 %  |
| інші       | 0,22 %   |